# Království Algarves
Království Algarves (portugalsky Reino dos Algarves), do roku 1471 nazýváno jako Království Algarve (portugalsky Reino do Algarve, zkomoleno z arabského غرب الأندلس, Gharb al-Andalus – „západní al-Andalus“), byla správní jednotka Portugalského království od roku 1249 do zrušení monarchie v roce 1910. Bylo formálním královstvím, které bylo de facto jen jednou z provincií Portugalska, nazývajícího se také jako Království Portugalska a Algarves (portugalsky Reino de Portugal e dos Algarves).

## Status
Území Algarve se rozkládá na nejjižnější části Portugalska a zdejší království se nikterak neodlišovalo od ostatních portugalských provincií. Algarvské království nedisponovalo vyšší mírou autonomie, nemělo žádné vlastní instituce ani privilegia. Pouze titul portugalského panovníka zněl „král Portugalska a Algarve“, ale co se týče samotného „krále Algarve“, to byl jen pouhý čestný titul portugalských panovníků, kteří jej využívali k demonstraci své vlády nad tímto nejjižnějším regionem, na nějž by si mohla činit nárok sousední Kastilie. Po získání severoafrického území byl název roku 1471 pozměněn na Algarves (mn. číslo).

## Historie

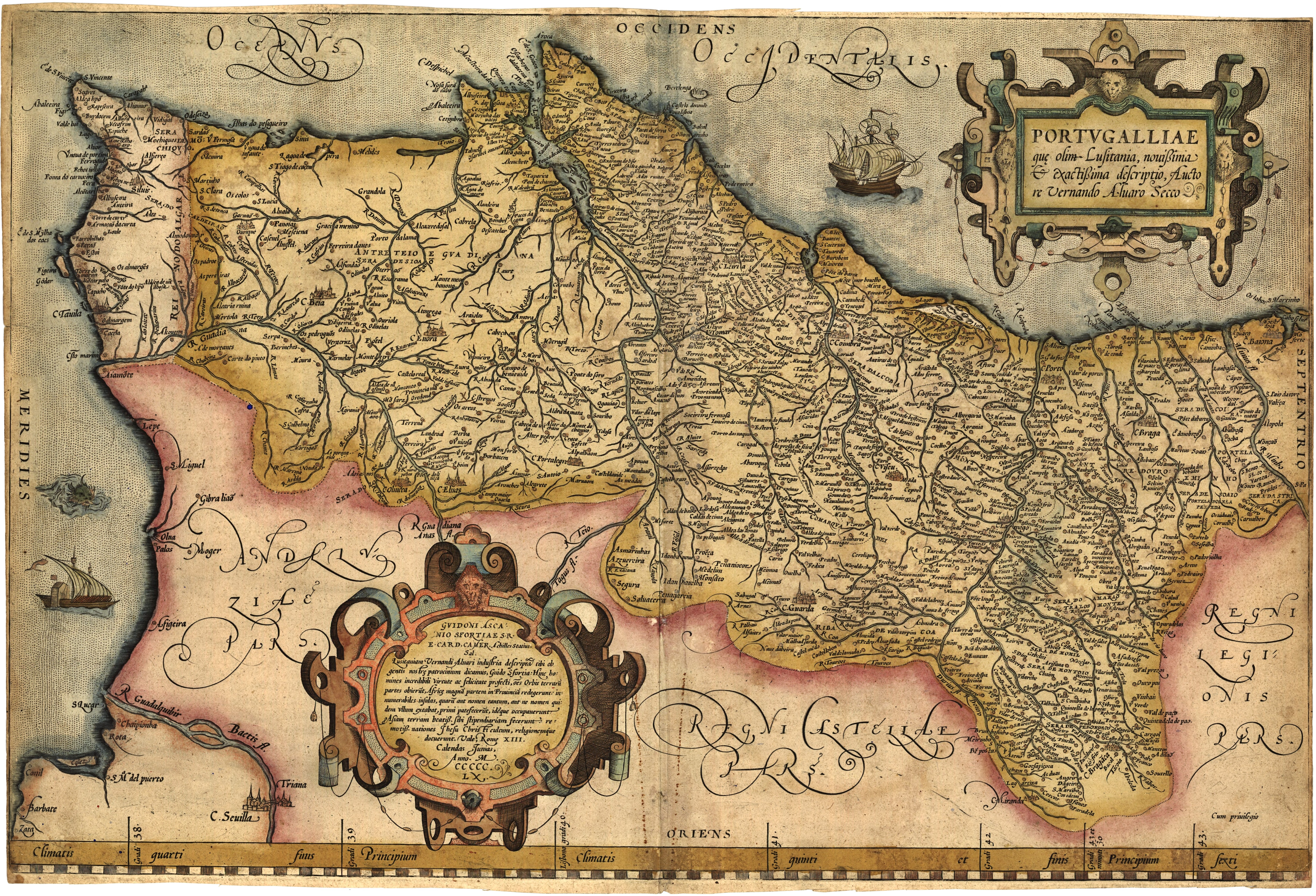
Historická mapa království z roku 1561 (sever nahoře)

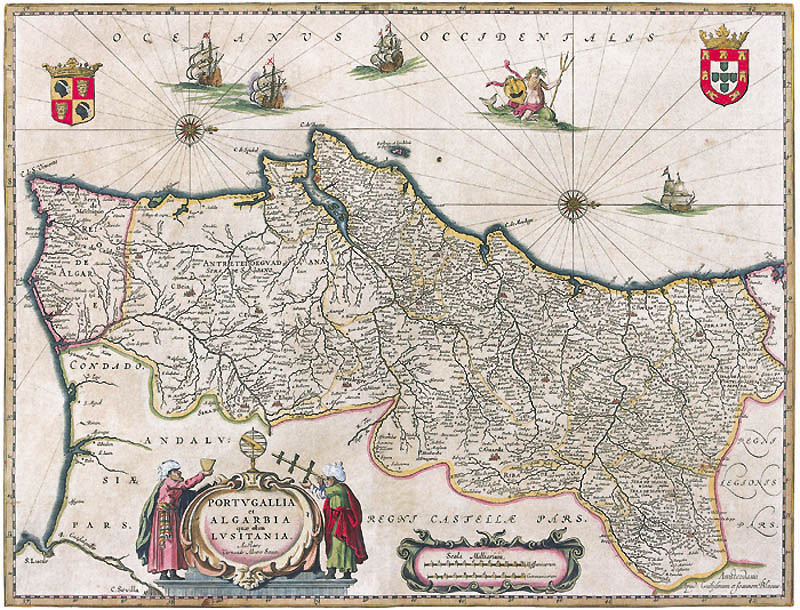
Historická mapa království z roku 1647

Ve středověkém Portugalsku bylo Algarve posledním územím, které Portugalci dobyli na muslimských Maurech v časech portugalské reconquisty a jako poslední ho připojili ke svému království. Prvním portugalským králem, který si přisvojil specifický titul pro tuto oblast byl Sancho I. (1185–1211), sám sebe označoval jako „krále silveského“. Poté byla oblast po několik let ztracena v důsledku masivního protiútoku Almohadů a znovudobyta včetně města Silves byla v roce 1249. Získáním celého Algarve byla završena portugalská reconquista. Alfons III. byl prvním vládcem, který užíval titulu král Portugalska a Algarve. Díky své poloze mělo Algarve pro Portugalsko stěžejní strategický význam, v časech zámořských objevů hrálo roli vítané zastávky a přístavu pro mnoho dálkových mořeplaveb. 
V průběhu historie se Portugalci pokoušeli expandovat do Afriky a rozšířit Algarve o africká území. Přejmenování Algarve na Algarves (mn. číslo) v roce 1471 souvisí se zahrnutím severoafrického panství pod portugalskou korunu, tedy rozšířením dosavadního Algarve. Až do zrušení monarchie v roce 1910 se portugalští panovníci titulovali jako „Králové Portugalska a Algarves na obou stranách moře v Africe“. Titul krále a název Algarves zůstaly i poté, kdy Portugalci opustili poslední marockou državu (Mazagán v roce 1769). 
V 19. století zasáhla území Algarve občanská válka mezi monarchisty a jejich odpůrci, která vedla k formálnímu zrušení království v roce 1834 a jeho přetvořením na okres Faro následujícího roku. Algarves nicméně zůstalo součástí královského titulu až do roku 1910.